# Багряж (деревня)
 Багряж  — деревня в Альметьевском районе Татарстана. Входит в состав Клеменьтейкинского сельского поселения.

## География
Находится в юго-восточной части Татарстана на расстоянии приблизительно 28 км по прямой на запад от районного центра города Альметьевск у речки Багряжка.

## История
Основана в первой половине XIX века.

## Население
Постоянных жителей было: в 1926 году — 65, в 1949—157, в 1958—155, в 1970—183, в 1979—149, в 1989—109 (чуваши 79 %, татары 20 %), в 2002 − 111 (чуваши 78 %), 104 в 2010.